# マイ・ヴァレンタイン
「マイ・ヴァレンタイン」（原題：My Valentine）は、2012年にポール・マッカートニーが発表した楽曲。カバー・アルバム『キス・オン・ザ・ボトム』に収録されている新曲のうちの一曲。

## 概要
この曲は雨が降るバレンタインの午後に、現在の妻であるナンシー・シェベルへ捧げる曲として作曲された。そのためかライヴでは発表から数年たった現在でも演奏されている。
ピアノはダイアナ・クラール、アコースティック・ギターはエリック・クラプトンの演奏。
また、この曲のプロモーション・ビデオにはジョニー・デップとナタリー・ポートマンが参加している。このビデオで二人は手話を披露した。さらにジョニー・デップがギターを弾く姿も見る事が出来る。
シングルはアダルト・コンテンポラリー・チャートで20位まで上昇した。